# Erebia butleri
Erebia butleri är en fjärilsart som beskrevs av Richard William Fereday 1872. Erebia butleri ingår i släktet Erebia och familjen praktfjärilar. Inga underarter finns listade i Catalogue of Life.